# El Soleràs
El Soleràs – gmina w Hiszpanii, w prowincji Lleida, w Katalonii, o powierzchni 12,48 km². W 2011 roku gmina liczyła 368 mieszkańców.